# Jozef Tiso
Jozef Tiso (Veľká Bytča, 13 oktober 1887 – Bratislava, 18 april 1947) was een belangrijk Slowaaks rooms-katholiek priester en politicus, alsook collaborateur en president van de Eerste Slowaakse Republiek (1939-1945).
Vanaf 1938 was hij de vertegenwoordiger van de Slowaakse regering, die Praag dat jaar toeliet. In 1939 verklaarde hij de Slowaakse onafhankelijkheid na pressie van nazi-Duitsland. Hij was president tot 1945, toen Tsjecho-Slowakije hersteld werd. Tiso leidde Slowakije op veel gebieden als satellietstaat van het Duitse Rijk. Omdat hij tijdens de oorlog met de Duitsers had gecollaboreerd werd hij na de oorlog ter dood veroordeeld en geëxecuteerd.

## Kerkelijke carrière
Tiso kwam uit een Slowaaks gezin van zeven kinderen uit de middenklasse (zijn vader was slager) in het toenmalige koninkrijk Hongarije. Hij was een goede student en ging in 1902 naar het seminarie van Nitra. Het seminarie werd geleid door Hongaarse jezuïeten en Tiso kwam er in aanraking met het Slowaaks nationalisme. Daarna mocht hij verder studeren aan het Pázmáneum in Wenen, de opleiding voor de Hongaarse, kerkelijke elite. In 1910 werd hij tot priester gewijd en in 1911 studeerde hij af als doctor in de theologie. Hij werd pastoor en zette zich in voor de arme bevolking. Tijdens de Eerste Wereldoorlog diende hij enkele maanden als kapelaan in het Oostenrijks-Hongaarse leger. Om gezondheidsredenen kreeg hij ontslag en werd hij benoemd tot directeur van het seminarie van Nitra. In 1918, na het uiteenvallen van Oostenrijk-Hongarije, werd Tiso lid van de Slowaakse Volkspartij.

## Van priester tot president

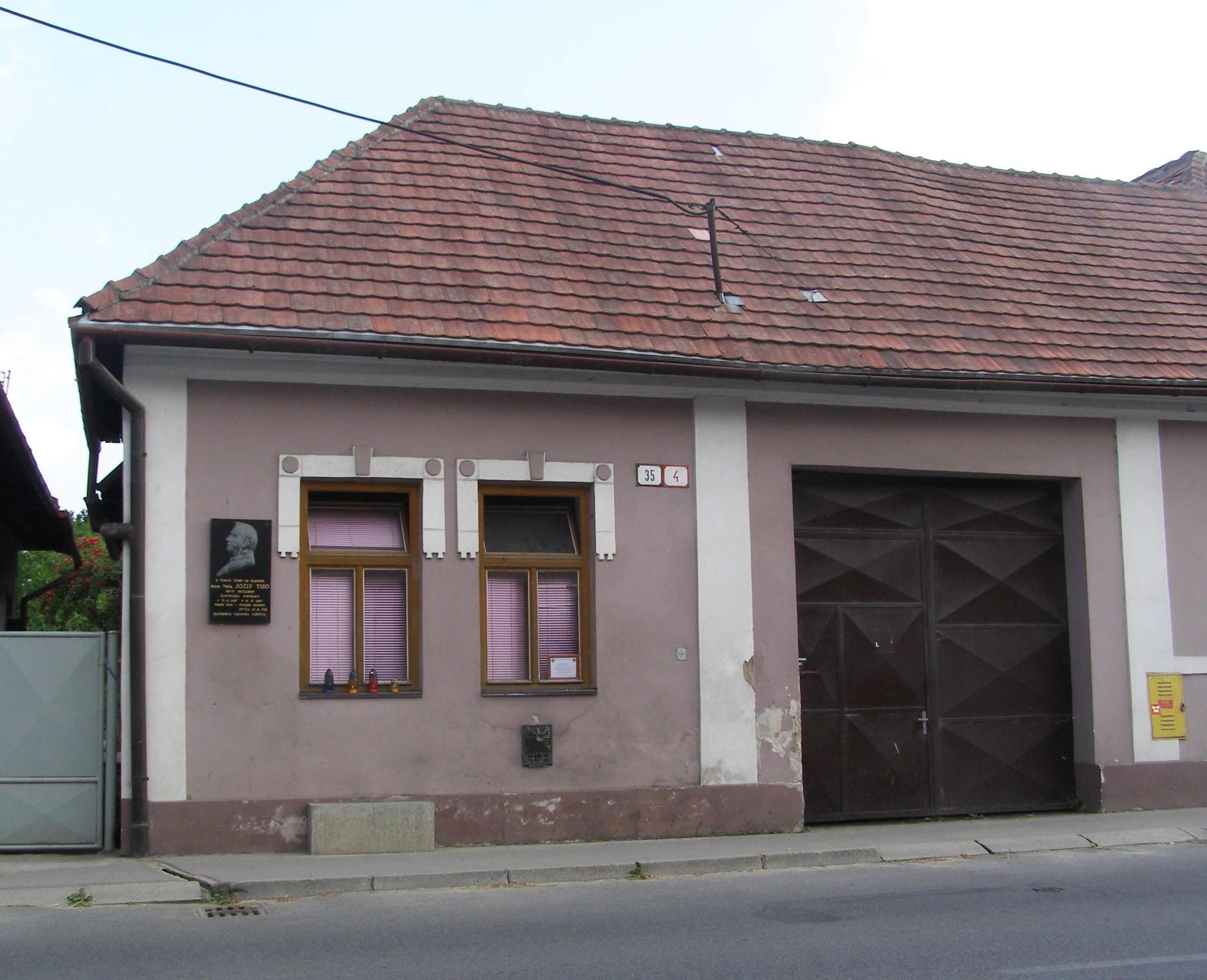
Het geboortehuis van Jozef Tiso in Veľká Bytča in 2007

Vanaf 1925 had hij zitting in het parlement als vertegenwoordiger van de katholiek georiënteerde Slowaakse Volkspartij. De Slowaakse Volkspartij streed onder andere voor onafhankelijkheid van Tsjechië – de Slowaken wilden op eigen benen staan. Van 1927 tot en met 1929 was Tiso Minister van Gezondheid en Sport van Tsjecho-Slowakije. Jozef Tiso werd in 1938, na de dood van Andrej Hlinka, voorzitter van de Slowaakse Volkspartij. In oktober 1938 en tot maart 1939 was hij minister-president van Slowakije, een min of meer autonome staat binnen Tsjecho-Slowakije. In maart 1939 werd, onder druk van de Nazi's, de onafhankelijkheid van Slowakije uitgeroepen. Op 9 maart 1939 vielen de Tsjechen – die niets in afscheiding zagen – Slowakije binnen, Tiso werd afgezet. Maar al op 14 maart keerde het tij want onder druk van de nazi’s werd de onafhankelijkheid van Slowakije uitgeroepen met Tiso aan het hoofd. Slowakije werd een protectoraat van nazi-Duitsland, Tiso een marionet van de Duitse leiders. Tijdens zijn presidentschap bleef hij actief als priester.

## Nazi's
Slowakije én Tiso werden beschermd door de nazi’s, terwijl de Tsjechen en Joden als volksvijanden werden gezien.
Onder leiding van Tiso werden in 1942 58.000 Slowaakse joden weggevoerd naar Duitse dwangarbeidskampen en getto's, Slowakije betaalde de nazi’s 500 Reichsmark per afgevoerde Jood. Abrupt stopte Tiso echter de deportaties als de Heilige Stoel ze veroordeelt en als zijn Slowaakse regering hoort dat een groot gedeelte van de joodse dwangarbeiders werden doodgeschoten in het Generaal-Gouvernement (bezet Polen). Tot 1944 was Slowakije vervolgens een van de weinige asmogendheden, samen met Finland en Bulgarije, die weigerde joden te deporteren. In deze tijd konden vele joodse vluchtelingen met Vaticaanse paspoorten via Slowakije, Hongarije en Italië uitwijken naar het veilige neutrale Spanje onder generaal Franco, naar Portugal, Ierland en Zwitserland.
In augustus 1944 – bij het oprukken van het Rode Leger tot over de oostgrenzen van de republiek Slowakije – begon de Slowaakse Opstand tegen Tiso en de collaboratie met de nazi's, waarop de Wehrmacht en Waffen-SS Slowakije binnenvielen en bezetten. Prompt werden de deportaties van joodse Slowaken hervat onder nazi-leiding; de regering-Tiso was feitelijk machteloos: tot de Duitse capitulatie in mei 1945, ondanks hevige protesten van de Tiso-regering en de clerus, werden joden afgevoerd.
Het laat zich aanzien dat de politicus Tiso slechts een marionet van de Duitsers was. Tijdens zijn proces (na de oorlog) blijkt dat hij het in hoge mate eens was met de militaire nazipolitiek, hoewel zijn weigering tot deportatie van joden na december 1942 door de aanvankelijk positief over hem gestelde Duitse naziregering als een grote klap werd gezien.

## Sovjet-Unie
In 1945 werd Slowakije bezet door de Sovjet-Unie, in april van dat jaar vluchtte Tiso naar Beieren in Duitsland. Daar werd hij door de geallieerden opgepakt en uitgeleverd aan de dan Tsjecho-Slowaakse regering. Op 15 april 1947 werd Tiso ter dood veroordeeld door verwurging, al op 18 april werd hij terechtgesteld. De protesten van het Vaticaan en de Amerikanen zijn tevergeefs. Tiso wordt voor vele, ook antinazistische Slowaken, een nationale martelaar.

## Citaten van Jozef Tiso
Citaat uit 1939:
We willen geen slaaf zijn van vreemde ideologieën, wij gehoorzamen alleen idealen die voortkomen uit Slowaakse tradities. Ons ideaal is een onafhankelijk Slowakije volgens christelijke traditie, waarbij de belangen van Slowaken voorop staan. Ik ga ervan uit dat de christelijke idealen overeenkomen met de belangen van ons volk.
Citaat uit een brief aan het Vaticaan in december 1944:
Wij hebben geen schuld, onze enige schuld is de dankbaarheid en trouw aan de Duitsers. De Duitsers hebben het bestaan van onze natie en ons recht op vrijheid erkend. Ze hebben ons beschermd tegen onze vijanden: de Tsjechen en de Joden. Ik weet zeker dat de katholieken in de toekomst onze huidige trouw aan Duitsland toch als een deugd zullen zien"